# Sailing (Sutherland Brothers)
Sailing was een hit van Rod Stewart uit 1975.
Het nummer is echter niet door Stewart geschreven; het is geschreven door Gavin Sutherland, van de Sutherland Brothers and Quiver. Het staat op hun lp Lifeboat uit 1972 als track nummer 8. Het is daar een folky rocknummer. Stewart maakte er een zoete ballad van in 1975. Hij nam het op in de Muscle Shoals Sound Studio in Muscle Shoals voor zijn album Atlantic Crossing. Het belandde in diverse hitparades, in Engeland stond het vier weken nummer 1 in september. In de Verenigde Staten deed het plaatje niet zo veel (nummer 58). De bijbehorende videoclip, die ook in Toppop te zien was, was opgenomen in de havens van New York.
De single kwam buiten Nederland nog wel terug als een van de eerste te draaien videoclips bij MTV; een documentaire over de HMS Ark Royal en liefdadigheidssingle na de ramp met de Herald of Free Enterprise in Zeebrugge. Hij is tevens te beluisteren in de tv-serie Keeping up Appearances, wanneer het echtpaar Bucket aan boord van de Queen Elizabeth 2 stappen. Rod zong het ook tijdens het Concert for Diana in 2007.
Een andere versie van Sailing is te horen op het album Long Misty Days van Robin Trower, terwijl ook de opname van klarinettist Acker Bilk bekendheid verwierf.

## Hitnoteringen

### Nederlandse Top 40
| Sailing in de Nederlandse Top 40 binnen 23-08-1975 | Sailing in de Nederlandse Top 40 binnen 23-08-1975 | Sailing in de Nederlandse Top 40 binnen 23-08-1975 | Sailing in de Nederlandse Top 40 binnen 23-08-1975 | Sailing in de Nederlandse Top 40 binnen 23-08-1975 | Sailing in de Nederlandse Top 40 binnen 23-08-1975 | Sailing in de Nederlandse Top 40 binnen 23-08-1975 | Sailing in de Nederlandse Top 40 binnen 23-08-1975 | Sailing in de Nederlandse Top 40 binnen 23-08-1975 | Sailing in de Nederlandse Top 40 binnen 23-08-1975 | Sailing in de Nederlandse Top 40 binnen 23-08-1975 | Sailing in de Nederlandse Top 40 binnen 23-08-1975 | Sailing in de Nederlandse Top 40 binnen 23-08-1975 |
| Week                                               | 1                                                  | 2                                                  | 3                                                  | 4                                                  | 5                                                  | 6                                                  | 7                                                  | 8                                                  | 9                                                  | 10                                                 | 11                                                 |                                                    |
| -------------------------------------------------- | -------------------------------------------------- | -------------------------------------------------- | -------------------------------------------------- | -------------------------------------------------- | -------------------------------------------------- | -------------------------------------------------- | -------------------------------------------------- | -------------------------------------------------- | -------------------------------------------------- | -------------------------------------------------- | -------------------------------------------------- | -------------------------------------------------- |
| Nummer                                             | 18                                                 | 8                                                  | 1                                                  | 1                                                  | 1                                                  | 1                                                  | 3                                                  | 6                                                  | 12                                                 | 30                                                 | 34                                                 | uit                                                |

### Single Top 100
| Sailing in de Nederlandse Single Top 100 binnen: 23-08-1975 | Sailing in de Nederlandse Single Top 100 binnen: 23-08-1975 | Sailing in de Nederlandse Single Top 100 binnen: 23-08-1975 | Sailing in de Nederlandse Single Top 100 binnen: 23-08-1975 | Sailing in de Nederlandse Single Top 100 binnen: 23-08-1975 | Sailing in de Nederlandse Single Top 100 binnen: 23-08-1975 | Sailing in de Nederlandse Single Top 100 binnen: 23-08-1975 | Sailing in de Nederlandse Single Top 100 binnen: 23-08-1975 | Sailing in de Nederlandse Single Top 100 binnen: 23-08-1975 | Sailing in de Nederlandse Single Top 100 binnen: 23-08-1975 | Sailing in de Nederlandse Single Top 100 binnen: 23-08-1975 |
| Week                                                        | 1                                                           | 2                                                           | 3                                                           | 4                                                           | 5                                                           | 6                                                           | 7                                                           | 8                                                           | 9                                                           |                                                             |
| ----------------------------------------------------------- | ----------------------------------------------------------- | ----------------------------------------------------------- | ----------------------------------------------------------- | ----------------------------------------------------------- | ----------------------------------------------------------- | ----------------------------------------------------------- | ----------------------------------------------------------- | ----------------------------------------------------------- | ----------------------------------------------------------- | ----------------------------------------------------------- |
| Nummer                                                      | 22                                                          | 8                                                           | 2                                                           | 1                                                           | 1                                                           | 1                                                           | 3                                                           | 6                                                           | 12                                                          | uit                                                         |

### NPO Radio 2 Top 2000
| Nummer met noteringen in de NPO Radio 2 Top 2000 | '99 | '00 | '01 | '02 | '03 | '04 | '05 | '06 | '07 | '08 | '09 | '10 | '11 | '12 | '13 | '14 | '15 | '16 | '17 | '18 | '19 | '20 | '21 | '22 | '23 | '24  |
| ------------------------------------------------ | --- | --- | --- | --- | --- | --- | --- | --- | --- | --- | --- | --- | --- | --- | --- | --- | --- | --- | --- | --- | --- | --- | --- | --- | --- | ---- |
| Sailing                                          | 316 | 305 | 302 | 297 | 346 | 393 | 311 | 300 | 323 | 316 | 397 | 335 | 448 | 556 | 623 | 650 | 580 | 656 | 688 | 788 | 822 | 752 | 797 | 918 | 851 | 1091 |

1. ↑  Een vetgedrukt getal geeft de hoogste notering aan.

### Evergreen Top 1000
| Evergreen Top 1000 | Evergreen Top 1000 | Evergreen Top 1000 | Evergreen Top 1000 | Evergreen Top 1000 | Evergreen Top 1000 | Evergreen Top 1000 | Evergreen Top 1000 | Evergreen Top 1000 | Evergreen Top 1000 | Evergreen Top 1000 | Evergreen Top 1000 | Evergreen Top 1000 | Evergreen Top 1000 | Evergreen Top 1000 | Evergreen Top 1000 | Evergreen Top 1000 |
| Jaar               | 2008               | 2009               | 2010               | 2011               | 2012               | 2013               | 2014               | 2015               | 2016               | 2017               | 2018               | 2019               | 2020               | 2021               | 2022               | 2023               |
| ------------------ | ------------------ | ------------------ | ------------------ | ------------------ | ------------------ | ------------------ | ------------------ | ------------------ | ------------------ | ------------------ | ------------------ | ------------------ | ------------------ | ------------------ | ------------------ | ------------------ |
| Positie            | -                  | -                  | -                  | -                  | -                  | 467                | 570                | 467                | 209                | 269                | 328                | 249                | 256                | 271                | 261                | 241                |

## Bron
- deels van de Engelstalige Wikipedia